# HReview
hReview est un microformat pour publier des critiques de musique, films, restaurants, entreprises, voyages, etc. en utilisant du  (X)HTML sur des pages web.